# Estados Unidos da África
Estados Unidos da África é um conceito proposto para uma federação de alguns ou de todos os 55 estados soberanos do continente africano. O conceito, que teria tido sua origem no poema de Marcus Garvey Hail, United States of Africa de 1924, foi uma das principais bandeiras políticas do líder ganês Kwame Nkrumah, que idealizava um governo pan-africano que pudesse impulsionar o progresso de todo o continente africano.

## Origens
A ideia de um Estado africano multinacional unificado tem sido comparada a vários impérios medievais africanos, incluindo o Império Etíope, o Império do Gana, o Império do Mali, o Império Songai, o Império do Benim, o Império de Canem e outros estados-nação históricos. Durante o final do século XIX e início do século XX, a maioria das terras africanas era controlada por vários impérios europeus, com os britânicos controlando cerca de 30% da população africana em seu auge. O termo "Estados Unidos da África" foi mencionado primeiro por Marcus Garvey em seu poema Hail, United States of Africa  em 1924.

### A proposta de Kwame Nkrumah

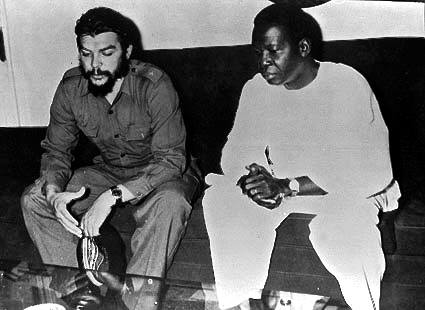
Nkrumah com Ernesto "Che" Guevara em 1965

Entre 1957 e 1966, Kwame Nkrumah, o primeiro presidente de Gana, foi um forte defensor da criação de uma União de Estados Africanos com um Governo Comum Africano. Guiado pelos ideais do Pan-Africanismo, Nkrumah acreditava que, para a África alcançar verdadeira independência e desenvolvimento, suas nações precisavam se unir tanto politicamente quanto economicamente.
A Conferência dos Povos Africanos, realizada em Acra, Gana, em 1958, marcou um momento significativo na história do Pan-Africanismo. Organizada por Nkrumah e George Padmore, um escritor e ativista trinitário que Nkrumah havia nomeado como seu Conselheiro para Assuntos Africanos, a conferência reuniu representantes de toda a África e sua diáspora, sendo a primeira vez que um evento desse tipo ocorreu em solo africano, tornando-se uma ocasião crucial para Nkrumah apresentar sua visão ambiciosa: a criação dos Estados Unidos da África.
No entanto, sua proposta enfrentou forte resistência de outros líderes africanos, que temiam perder sua soberania, além da oposição das potências ocidentais, que se opunham devido aos seus próprios interesses.

### Propostas em 2009–2011

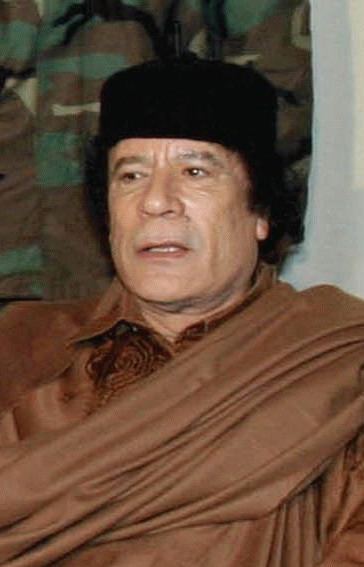
Muammar al-Gaddafi em 2003, um notório defensor do conceito.

Em fevereiro de 2009, após ser eleito presidente da União Africana na Etiópia, Gaddafi declarou aos líderes africanos reunidos: "Vou continuar insistindo que nossos países soberanos trabalhem para alcançar os Estados Unidos da África."  A BBC informou que Gaddafi havia proposto "uma única força militar africana, uma moeda única e um passaporte único para os africanos movimentarem-se livremente pelo continente". Outros líderes africanos afirmaram que estudariam as implicações da proposta e a rediscutiriam em maio de 2009.
O foco para o desenvolvimento dos Estados Unidos da África tem sido a construção de subdivisões da África - a proposta para uma Federação da África Oriental pode ser vista como um exemplo disso. O ex-presidente do Senegal Abdoulaye Wade indicou que os Estados Unidos da África poderiam existir a partir de 2017. A União Africana, em contraste, estabeleceu a tarefa de construir uma África "unida e integrada" até 2025. Gaddafi também indicou que a federação proposta poderia se estender até o oeste do Caribe: Haiti, Jamaica, República Dominicana e outras ilhas com uma grande diáspora africana puderiam ser convidadas a participar.
Gaddafi também recebeu críticas por seu envolvimento no movimento e a falta de apoio para a ideia entre outros líderes africanos. Uma semana antes da morte de Gaddafi durante a Guerra Civil Líbia de 2011, o presidente da África do Sul Jacob Zuma expressou alívio com a queda do regime, reclamando que Gaddafi estava "intimidando" muitos chefes de estado e de governo africanos em um esforço para ganhar influência em todo o continente e sugerindo que a União Africana funcionará melhor sem Gaddafi e suas repetidas propostas para um governo africano unitário.
Gaddafi foi morto durante a Batalha de Sirte em outubro de 2011. Enquanto alguns consideraram que o projeto morreu com ele, Robert Mugabe manifestou interesse em reviver o projeto. Entretanto, na sequência do golpe de Estado no Zimbabwe em 2017, Mugabe renunciou ao cargo de Presidente.